# Білгорайський повіт (Російська імперія)
Білгорайський повіт (рос. дореф. Бѣлгорайскій уѣздъ, пол. Powiat biłgorajski) — історична адміністративно-територіальна одиниця Люблінської (1867—1812) і Холмської (1912—1918) губерній Російської імперії, України (1918—1919) та Люблінського воєводства міжвоєнної Польщі. Утворений у 1867 році. Повітовий центр — місто Білгорай.

## Волості
При утворенні до повіту входили 1 місто (Білгорай) і 3 містечка (Крешів, Терногород, Юзефів) та 14 сільських волостей.

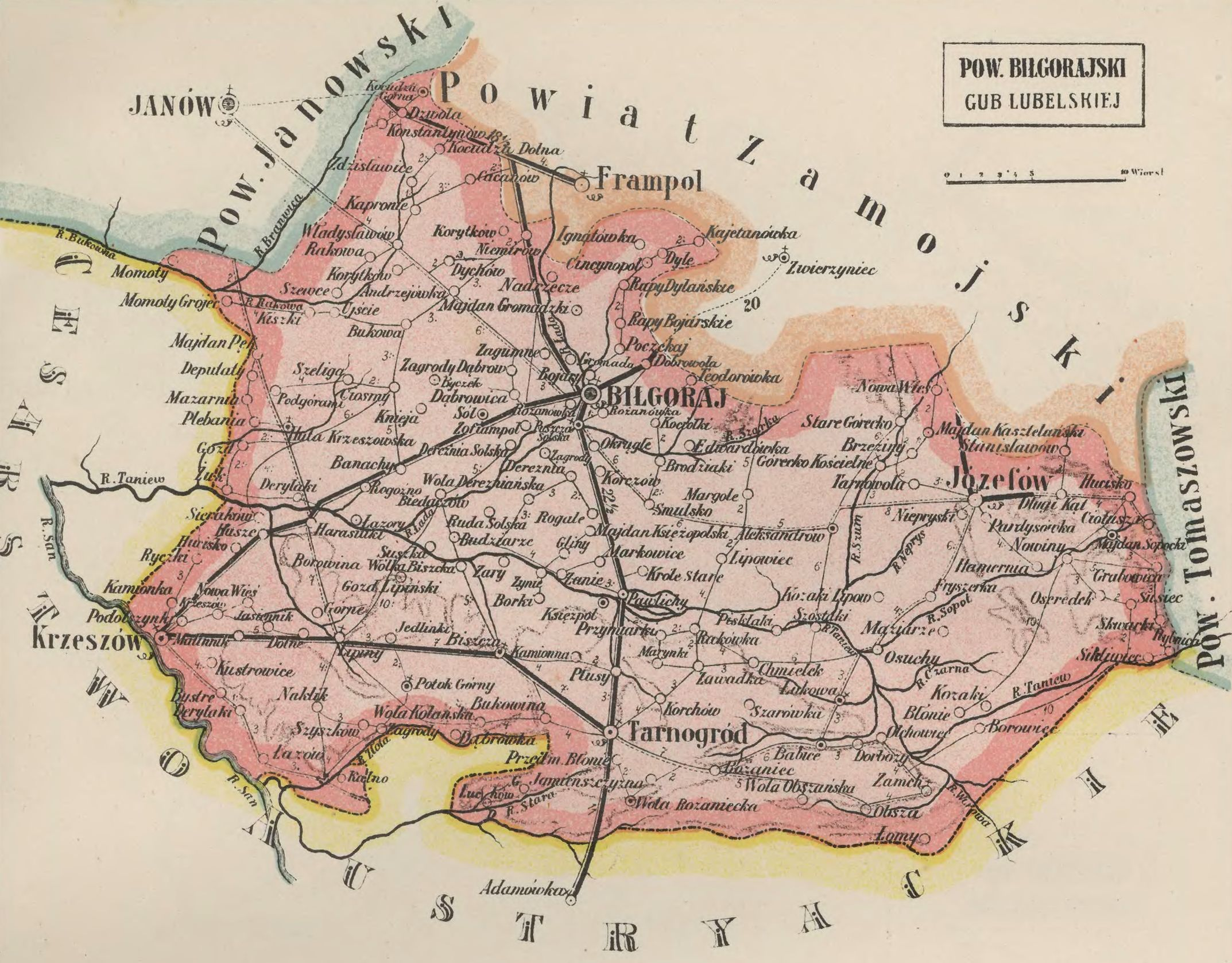
Білгорайський повіт 1907

В 1911 р. повіт поділявся на 14 волостей:
- Олександрів — м. Юзефів,
- Бабиця — с. Замх,
- Біща — с. Біща,
- Воля-Рожанецька — с. Воля-Рожанецька,
- Горішній Потік — с. Горішній Потік,
- Гута-Крешівська — с. Гута-Крешівська,
- Княжпіль — с. Княжпіль,
- Лукова — с. Лукова,
- Майдан-Сопітський — с. Майдан-Сопітський,
- Пуща-Сільська — с. Пуща-Сільська,
- Сіль — с. Сіль,
- Терногород — м. Терногород,
- Коцудза — с. Коцудза-Дольна,
- Крешів — м. Крешів.

Ухвалою другої Думи від 9 травня 1912 (закон 23 червня 1912) значна частина заселена переважно українцями Білгорайського повіту передані з Люблінської губернії до новоутвореної Холмської: місто Білгорай і волості Крешів, Бабичі, Біща, Воля Рожанецька, Горішній Потік, Княжпіль, Лукова і Майдан Сопітський; села Пуща Сільська, Рожнівка, Бояри і Дилі волості Пуща Сільська; села Дережня Сільська, Дережня Загороди, Лазори , Майдан Старий, Майдан Новий, Рогалі, Руда Сільська, Сіль і Смольське волості Сіль; села Гарасюки і Рички волості Гута Крешівська.

## Розташування
Повіт розташовувався на півдні губернії. Межував на півночі — з Янівським повітом і Замостським, на сході — з Томашівський повітом, а на заході і півдні — з Галичиною, яка входила до Австро-Угорщини. Площа повіту становила 1500,8 версти.

## Населення
За даними етнографічної експедиції 1869—1870 років під керівництвом Павла Чубинського, у повіті проживало 27 573 українськомовних: 21 901 українськомовних греко-католиків, 3 068 українськомовних римо-католиків, 2 078 українськомовних православних, 1 014 польськомовних греко-католиків і 526 греко-католиків, які розмовляли і українською, і польською.
В 1876 р. в повіті проживало 73 898 осіб, з них: 46 595 римокатоликів, 18 294 греко-католики, 2 232 православних, 6 761 юдей, 14 протестантів.
За переписом населення Російської імперії 1897 року в повіті проживало 96 332 осіб (47802 чоловіків і 48 530 жінок). Найбільше місто — Білгорай (5846 осіб). Розподіл населення за мовою згідно з переписом 1897 року:
| Мова       | Осіб   | Відсоток |
| ---------- | ------ | -------- |
| польська   | 60 363 | 62,66 %  |
| українська | 20 071 | 20,84 %  |
| єврейська  | 8 974  | 9,32 %   |
| російська  | 6 610  | 6,86 %   |
| інші       | 314    | 0,33 %   |
| Разом      | 96 332 | 100 %    |

Внаслідок указу російського імператора Миколи II від 17 квітня 1905 року, який проголошував релігійну терпимість та дозволив змінювати конфесію, у 1905—1906 роках у Білгорайському повіті 7645 осіб перейшли з православ'я на римо-католицизм. У 1906/1907 роках у повіті налічувалося 31 471 православний і 77 658 римо-католиків.